# جودت صوناي
جودت صوناي (بالتركية: Cevdet Sunay) (10 فبراير 1899 - 22 مايو 1982)، رئيس جمهورية تركيا (1966-1973). قبلها كان عسكرياً تركيا تدرج في المناصب العسكرية، فقد كان مديرًا للكلية العسكرية 1941. وترقى إلى رتبة لواء عام 1958، وأصبح رئيسًا للأركان العامة بعد انقلاب الجنرال جمال جورسيل في عام 1960، وفي عام 1966 استقال من منصبه في الجيش ليصبح عضواً في مجلس الشيوخ. وفي أبريل من عام 1966 انتخبه البرلمان رئيسا للجمهورية خلفًا للجنرال جورسيل، وتولى الرئاسة حتى عام 1973.

## روابط خارجية
- جودت صوناي على موقع مونزينجر (الألمانية)